# Mount Sterling (Illinois)
Mount Sterling és una població dels Estats Units a l'estat d'Illinois. Segons el cens del 2020 tenia 7,558  habitants.

## Demografia
Segons el cens del 2000, Mount Sterling tenia 2.070 habitants, 934 habitatges, i 535 famílies. La densitat de població era de 740 habitants/km².
Dels 934 habitatges en un 26,6% hi vivien nens de menys de 18 anys, en un 45,1% hi vivien parelles casades, en un 8,8% dones solteres, i en un 42,7% no eren unitats familiars. En el 39% dels habitatges hi vivien persones soles el 17,6% de les quals corresponia a persones de 65 anys o més que vivien soles. El nombre mitjà de persones vivint en cada habitatge era de 2,15 i el nombre mitjà de persones que vivien en cada família era de 2,89.
Per edats la població es repartia de la següent manera: un 23% tenia menys de 18 anys, un 8,2% entre 18 i 24, un 28,4% entre 25 i 44, un 19,5% de 45 a 60 i un 21% 65 anys o més.
L'edat mediana era de 38 anys. Per cada 100 dones de 18 o més anys hi havia 89,5 homes.
La renda mediana per habitatge era de 27.434 $ i la renda mediana per família de 40.363 $. Els homes tenien una renda mediana de 29.333 $ mentre que les dones 19.258 $. La renda per capita de la població era de 15.755 $. Aproximadament el 4,7% de les famílies i el 10,9% de la població estaven per davall del llindar de pobresa.

## Poblacions més properes
El següent diagrama mostra les poblacions més properes.